# R. J. Hampton
Roderick „R. J.“ Hampton (* 7. Februar 2001 in Dallas) ist ein US-amerikanischer Basketballspieler.

## Laufbahn
Hamptons Vater war Berufsbasketballspieler. R.J. Hampton spielte bis 2019 an der Little Elm High School im US-Bundesstaat Texas und wurde in Ranglisten in seinem Jahrgang unter den hoffnungsvollsten Talenten der Vereinigten Staaten geführt. Er weckte das Interesse mehrerer namhafter Universitäten, gab aber im Mai 2019 seinen Entschluss bekannt, statt an eine Hochschule ins Profilager zu wechseln. Er nahm ein Vertragsangebot der New Zealand Breakers aus der ozeanischen Spielklasse NBL an, um in Neuseeland Profierfahrung zu sammeln und sich dann für das Draftverfahren der NBA im Jahr 2020 einzuschreiben. Er erzielte für die neuseeländische Mannschaft in der Saison 2019/20 in 15 Einsätzen im Schnitt 8,8 Punkte.
Beim NBA-Draftverfahren im November 2020 gingen Hamptons Rechte an 24. Stelle (Pick) an die Milwaukee Bucks, wurden aber über die New Orleans Pelicans an die Denver Nuggets weitergereicht.
Im Mai 2021 wurden Hampton, Gary Harris und die Rechte an einem zukünftigen Draft-Erstrundenwahlrecht im Tausch gegen Aaron Gordon und Gary Clark an die Orlando Magic abgegeben. Nach 116 Einsätzen für Orlando verzichtete die Mannschaft ab dem 21. Februar 2023 auf Hamptons Dienste. Wenige Tage später wurde er von den Detroit Pistons verpflichtet. Im Sommer 2023 ging die Zusammenarbeit zu Ende.
Hampton wurde Ende September 2023 von den Miami Heat verpflichtet. Er bestritt acht NBA-Einsätze für die Mannschaft, im Februar 2024 ging die Zusammenarbeit zu Ende. Anfang März 2024 holten ihn die Washington Wizards.

### Nationalmannschaft
Mit der U16-Nationalmannschaft der Vereinigten Staaten gewann er 2017 die Amerikameisterschaft und wurde 2018 U17-Weltmeister.

## Karriere-Statistiken

### NBA

#### Hauptrunde
| Saison  | Team             | GP  | GS | MPG  | FG % | 3P % | FT % | RPG | APG | SPG | BPG | PPG |
| ------- | ---------------- | --- | -- | ---- | ---- | ---- | ---- | --- | --- | --- | --- | --- |
| 2020–21 | Denver / Orlando | 51  | 1  | 17.4 | .435 | .310 | .671 | 3.5 | 1.7 | 0.4 | 0.2 | 6.9 |
| 2021–22 | Orlando          | 64  | 14 | 21.9 | .383 | .350 | .641 | 3.0 | 2.5 | 0.7 | 0.2 | 7.6 |
| Gesamt  | Gesamt           | 115 | 15 | 19.9 | .404 | .337 | .653 | 3.2 | 2.1 | 0.5 | 0.2 | 7.3 |